# Farancia erytrogramma

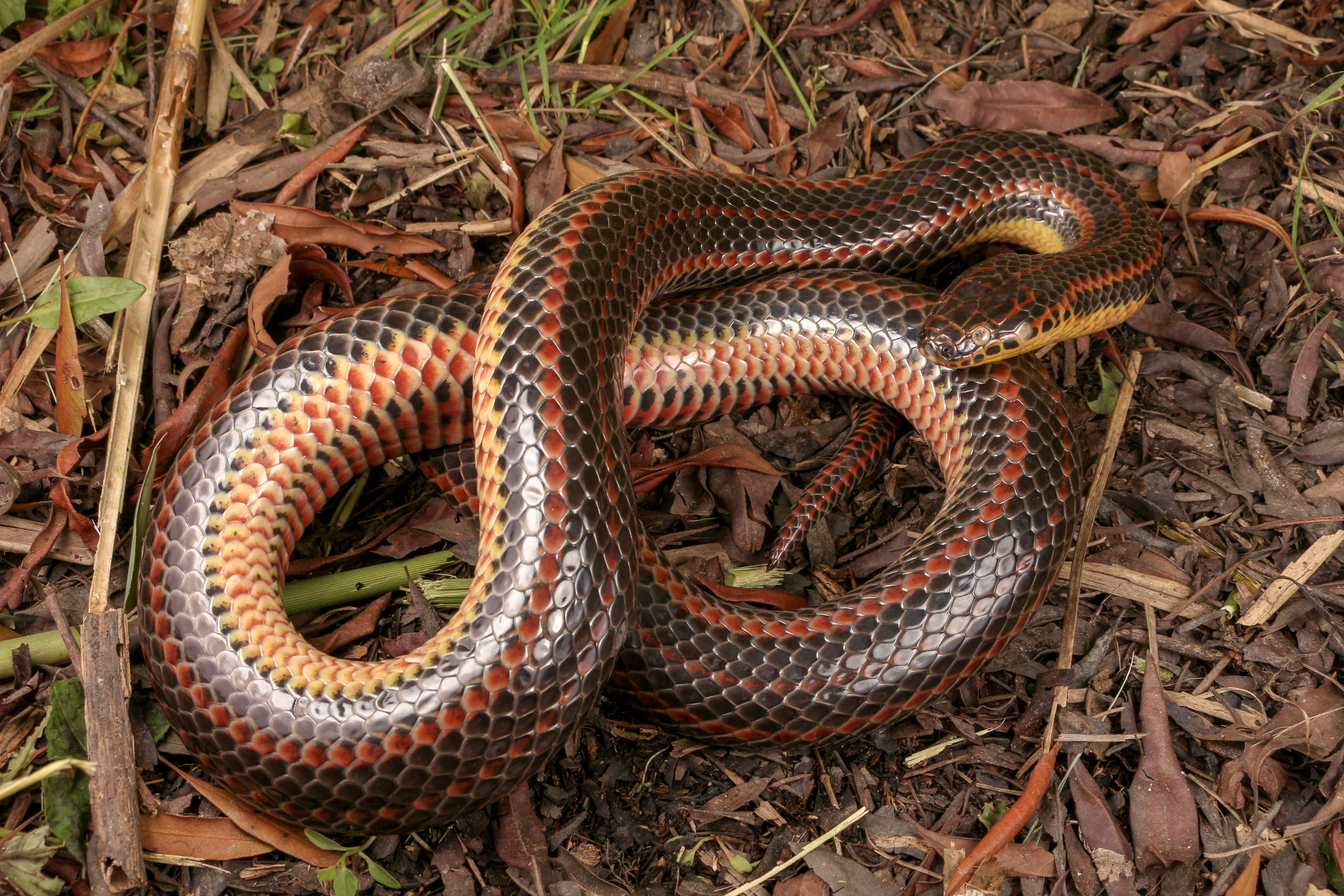
Un mascul adult de șarpe curcubeu găsit în Virginia.

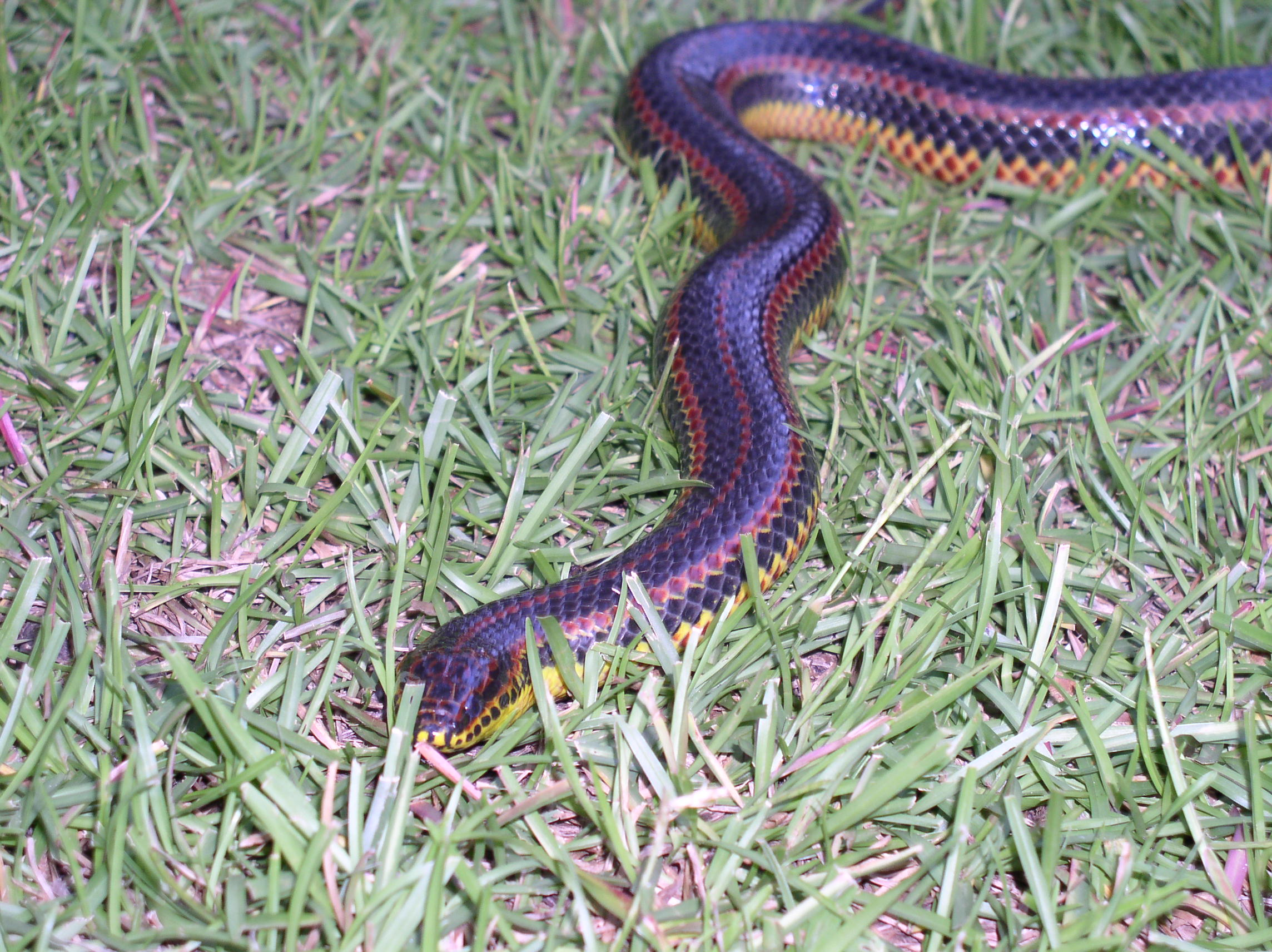
Un șarpe curcubeu fotografiat în sudul Georgiei

Șarpele curcubeu (Farancia erytrogramma), cunoscut și sub numele de șarpele eel moccasin, este o specie de șarpe din familia Colubridae de dimensiuni mari, neveninos, și cu o preferință pronunțată pentru mediul acvatic. Această specie este endemică în câmpiile de coastă din sud-estul Statelor Unite.
Există două subspecii recunoscute ale speciei Farancia erytrogramma, cu mențiunea că una dintre ele a fost declarată dispărută.

## Etimologie
Denumirea specifică „erytrogramma” a fost derivată din cuvintele grecești „ερυθρóς” (erythros), care înseamnă „roșu”, și „γράμμα” (gramma), care poate avea sensul de „literă” sau „cuvânt”. Cu toate acestea, în cazul speciei Farancia erytrogramma, este probabil că autorul a vrut să spună γραμμή (grammi), care înseamnă „linie”. Astfel, denumirea specifică face referire la caracteristicile de culoare roșie și linii distincte prezente pe corpul acestui șarpe.

## Denumiri comune
Specia Farancia erytrogramma este cunoscută și sub diverse denumiri comune. De exemplu: Șarpele cu coarne, Șarpele cu linii roșii, Șarpele cu coarne cu linii roșii, Șarpele cu laturi roșii, Porcul de nisip, Șarpele de nisip, Wampum dungat.
Aceste denumiri reflectă caracteristicile specifice ale acestei specii, cum ar fi prezența unor linii roșii distincte, aspectul coarnelor sau habitatul său preferat în nisip.

## Descriere
Specia de șarpe Farancia erytrogramma, se caracterizează prin prezența solzilor netezi, lucioși și de culoare negru-albăstruie pe partea dorsală a corpului. Acești șerpi sunt distinși de trei dungi roșii care se întind de-a lungul spatelui lor. Coada lor este scurtă și prezintă un vârf ascuțit, pe care îl folosesc adesea ca o sondă. La adulți, pot apărea nuanțe galbene pe laturi și pe cap.
De regulă, dimensiunea totală a acestor șerpi, inclusiv coada, variază între 91 și 122 cm, însă au fost înregistrate exemplare cu dimensiuni totale de până la 168 cm. Femelele sunt în general mai mari decât masculii în ceea ce privește dimensiunile corporale.

## Habitat
Șerpii curcubeu se găsesc într-o varietate de habitate acvatice, incluzând mlaștini de chiparos, pârâiașe cu ape tulburi, cursuri de apă lente și câmpii de coastă nisipoase. Acești șerpi se adaptează la diferite condiții de mediu și pot fi întâlniți într-un spectru divers de habitate acvatice.

## Arealul de răspândire
F. erytrogramma are o distribuție geografică extinsă, fiind întâlnită în regiunile sudice ale Statelor Unite. Această specie poate fi găsită de la sudul statului Maryland până în sud-estul statului Louisiana. Aria sa de răspândire include și estul Virginiei, sud-estul Carolinei de Nord, Carolina de Sud, Georgia, nordul Floridei, Alabama și Mississippi.
În trecut, exista o mică populație de șerpi curcubeu în regiunea lacului Okeechobee din sudul Floridei. Cu toate acestea, la data de 5 octombrie 2011, această populație a fost declarată dispărută.
La începutul anului 2020, a fost raportată observarea unui exemplar de șarpe curcubeu în Pădurea Națională Ocala, situată în comitatul Marion, Florida, iar această observare a fost confirmată de către Muzeul Național al Floridei. Acesta a fost primul șarpe curcubeu observat în Pădurea Națională Ocala în ultimii 50 de ani.

## Comportament
Datorită comportamentului lor discret, șerpii curcubeu sunt rar observați. Aceștia își petrec cea mai mare parte a vieții în mediul acvatic, găsind adăpost în vegetația acvatică sau alte forme de refugiu. Sunt înotători puternici și au capacitatea de a se îngropa în noroi sau nisip. Atunci când sunt capturați, acești șerpi nu manifestă agresivitate și nu mușcă prădătorii lor.
În comitatul New Kent, Virginia, populația de șerpi curcubeu este abundentă în câmpurile nisipoase din apropierea râului Chickahominy. În timpul primăverii, numeroase exemplare ies la suprafață odată cu lucrările agricole.
Șerpii curcubeu au o dietă predominant bazată pe consumul de anghile, însă se hrănesc și cu pești, viermi de pământ, broaște mici, mormoloci și salamandre. Acești șerpi prind prada vie și o înghit în general cu capul înainte.

## Reproducerea
Femelele adulte de șerpi curcubeu (Farancia erytrogramma) obișnuiesc să depună ouăle în luna iulie, amplasându-le sub pământ, în solul nisipos. De obicei, un cuib constă în jur de 20 de ouă, însă femelele mai mari pot depune peste 50 de ouă. Puii eclozează la sfârșitul verii sau în sezonul toamnei.

## Subspecii
Există două subspecii recunoscute ale speciei F. erytrogramma:
- Farancia erytrogramma erytrogramma (Palisot de Beauvois, 1802) - cunoscut sub numele de șarpele curcubeu comun. Această subspecie este întâlnită într-o gamă largă de habitaturi acvatice din sudul Statelor Unite.
- Farancia erytrogramma seminola (Neill, 1964) - cunoscut sub numele de șarpele curcubeu din sudul Floridei. Această subspecie era specifică regiunii lacului Okeechobee din sudul Floridei, dar din păcate, la data de 5 octombrie 2011, a fost declarată dispărută.